# Funke, Funke Wisdom
Funke, Funke Wisdom è il quarto album in studio del rapper statunitense Kool Moe Dee, pubblicato nel 1991.

## Tracce
1. Intro
2. Funke Wisdom
3. Here We Go Again
4. To the Beat, Y'all
5. How Cool Can One Blackman Be
6. Bad, Bad, Bad
7. Rise 'N' Shine (feat. KRS-One & Chuck D)
8. Mo' Better
9. I Like it Nasty
10. Death Blow
11. Let's Get Serious
12. Poetic Justice
13. Gangsta Boogie
14. Time's Up